# Coimbatore (dystrykt)

Dystrykt Coimbatore na mapie stanu Tamilnadu

Coimbatore – jeden z dystryktów stanu Tamilnadu (Indie). Jego stolicą jest miasto Coimbatore.

## Położenie
Od północnego zachodu graniczy z dystryktem Nilgiris, od północy z dystryktem Erode, od wschodu z dystryktem Tiruppur, od południa i zachodu ze stanem Kerala.

## Inne miasta
Anaimalai, Annamalai, Dayanur, Eltimadal, Irugur, Jambegudi, Kalliyanampandal, Karamadai, Kinathikkadavu, Malaiyandipattanam, Murudamalai, Muttuppalaiyam, Periyanayakkan Palaiyam, Perur, Pollachi, Sirumugai, Top Slip, Valparai.

## Atrakcje turystyczne
- Kościół Immanuela;
- Kościół Chrystusa Króla;
- Grobla Aliyar, niedaleko Pollachi;
- Grobla Thirumurthy, Udumalpet;
- Grobla Amaravathy, Udumalpet;
- Kovai Kutralum, Perur, Coimbatore;
- Grobla Siruvani, niedaleko wallaiyar;
- Grobla Parambikulam, Udumalpet;
- Stacja górska Valparai;
- Grobla Cholayar, Valparai;
- Elektrownia Kadamparai, Valparai;
- Ogród botaniczny wyższej szkoły gospodarstwa wiejskiego Tamilnadu;
- Ogrody Kallar, Near Mettupalayam;
- Wodospady Vaitheki, Narasi Palayam;
- Top Slip, Pollachi;
- V.O.C Park, Coimbatore;
- Świątynia Koniamman Koil;
- Świątynia Patteswarar.